# Louise Rayner
Louise Ingram Rayner (21 de junho de 1832 — 8 de outubro de 1924) foi uma artista de aquarela britânica.

## Família
Rayner nasceu em Matlock Bath em Derbyshire. Seus pais, Samuel Rayner e Ann Rayner, eram artistas conhecidos, Samuel tendo sido aceito para exposição na Royal Academy quando ele tinha 15 anos. Quatro das irmãs de Louise - Ann ("Nancy"), Margaret, Rose e Frances - e seu irmão Richard também eram artistas. Sua irmã mais velha Ann Ingram Rayner (Nancy) expôs na Sociedade de Pintores em Aquais e três vezes na Academia Real. A família viveu em Matlock Bath e Derby até 1842, quando se mudaram para Londres.